# Lijst van burgemeesters van Oud-Alblas
Dit is een lijst van burgemeesters van de voormalige Nederlandse gemeente Oud-Alblas (provincie Zuid-Holland) tot die gemeente op 1 januari 1986 opging in de gemeente Graafstroom.
| Ambtsperiode | Naam burgemeester                 | Partij of stroming | Bijzonderheden                                                                                        |
| ------------ | --------------------------------- | ------------------ | --- |
| 18?? - 18??  | Johannes den Braanker             |                    | |
| 18?? - 18??  | Jan Drinkwaard                    |                    | |
| 1838 - 1852  | C.A. Rijkee                       |                    | |
| 1852 - 1886  | mr. J. van Lakerveld Bisdom       |                    | tevens burgemeester van Alblasserdam (1850-1886)                                                      |
| 1886 - 1896  | Jhr. Florent Sophius op ten Noort |                    | tevens burgemeester van Alblasserdam, later van Ede                                                   |
| 1896 - 1901  | Jhr. Johan Charles van Styrum     |                    | |
| 1901 - 1937  | Wilhelmus Boudet van Dam          |                    | |
| 1937 - 1944  | C.G. van Dobben de Bruijn         | ARP                | |
| 1945         | P.H. Oldemans van Uythoven        | NSB                | tevens burgemeester van Alblasserdam                                                                  |
| 1945 - 1952  | C.G. van Dobben de Bruijn         | ARP                | later burgemeester van Zwammerdam en Hazerswoude                                                      |
| 1952 - 1963  | H.H. Zwart                        | ARP                | later burgemeester van Langedijk en Woudenberg                                                        |
| 1963 - 1968  | Hans (J.) van Es                  | ARP                | later burgemeester van Middelharnis en Maassluis                                                      |
| 1969 - 1985  | Aart Dirk Viezee                  | ARP / CDA          | vanaf 1964 ook al burgemeester van Bleskensgraaf en Hofwegen en van Streefkerk; sinds 1982 waarnemend |